# 圣加蒂安大助祭府邸
圣加蒂安大助祭府邸（Hôtel de l'archidiaconé du chapitre de Saint-Gatien）是法国图尔的一座历史建筑，历史上长期附属于圣加蒂安主教座堂。
目前的建筑建于1775年，位于阿尔伯特·托马斯街2号，圣加蒂安主教座堂东北侧，现在属于笛卡尔中学（lycée Descartes）。
其屋顶和立面于1946年列为法国历史古迹。

圣加蒂安大助祭府邸
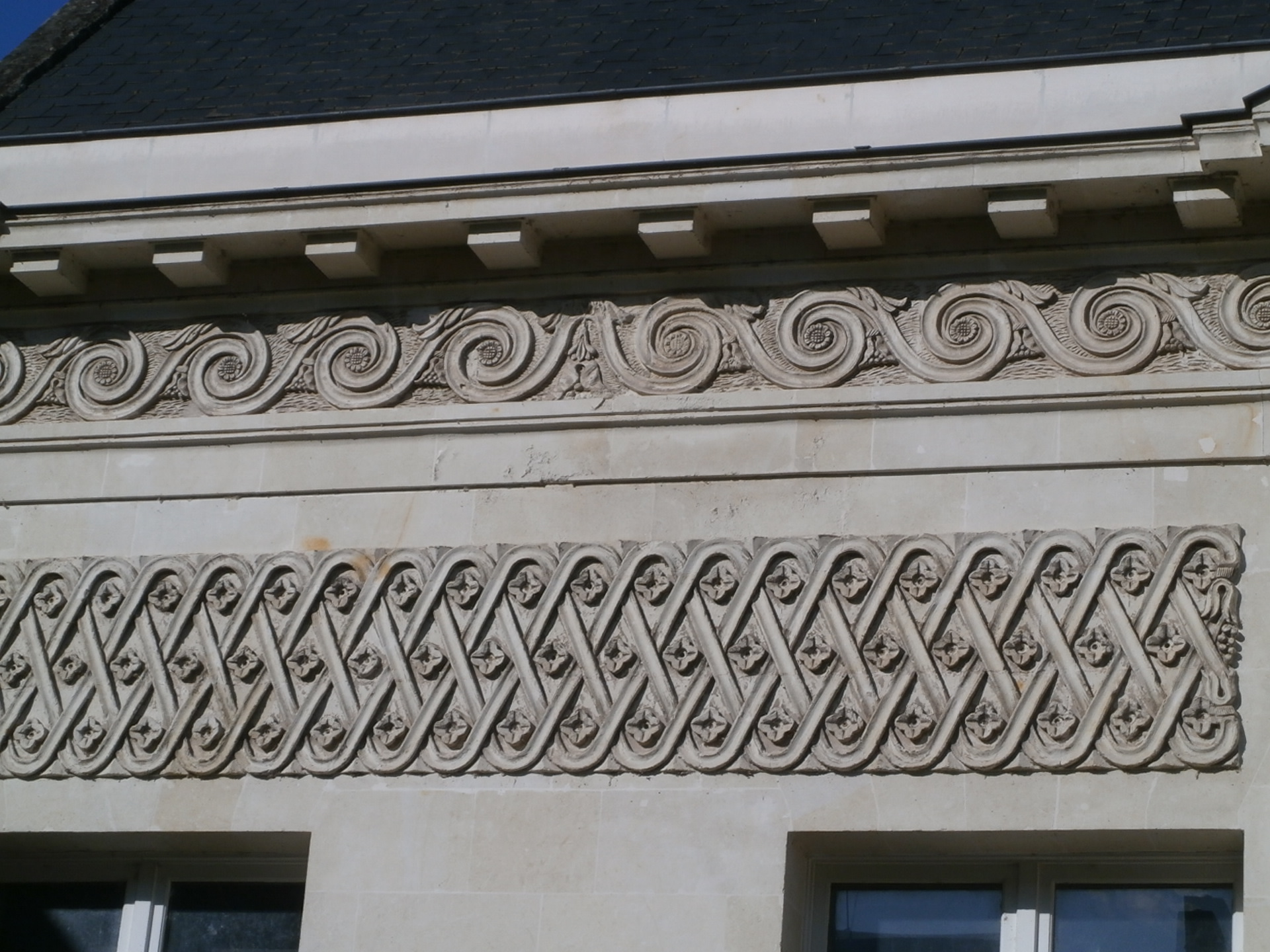
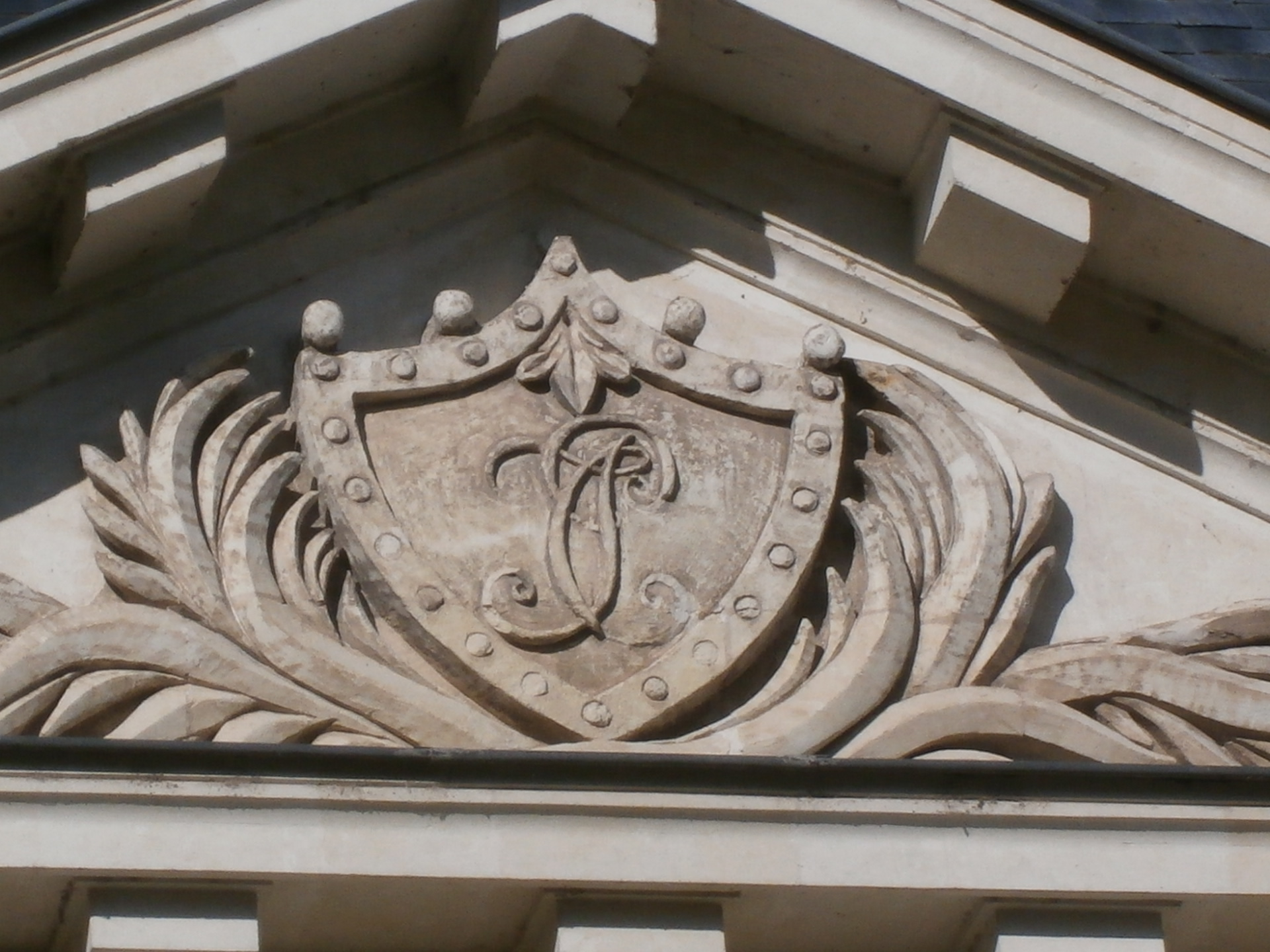
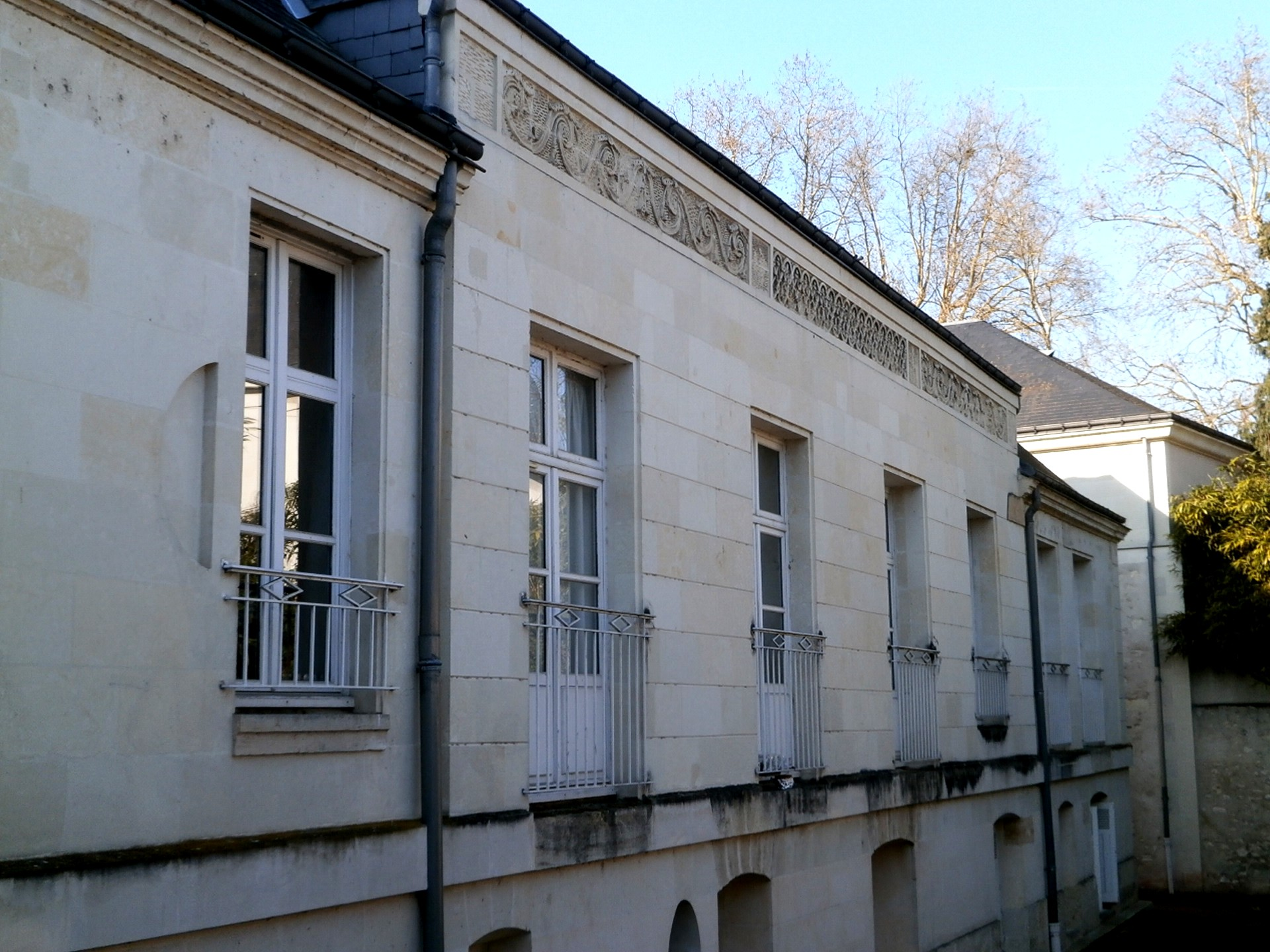

## 腳註
1. ↑  . 法国文化部，梅里美数据库 （法语）.